# Diecezja Thiruvananathapuram
Diecezja Thiruvananathapuram – diecezja Malankarskiego Kościoła Ortodoksyjnego z siedzibą w Thiruvananthapuram (Trivandrum) w Indiach, położona na południu stanu Kerala. 
20 lutego 1978 r. święty sobór zalecił podział diecezji Kollam. 1 stycznia 1979 r. zgodnie z tym zaleceniem katolikos-patriarcha Wschodu Baselios Mar Thoma Mathews I wydzielił z niej diecezję Thiruvananathapuram. Diecezja posiada katedrę, 102 kościoły, 5 kaplic.

## Biskupi
- Geevarghese Mar Dioscorus
- Mathews Mar Ephiphanious
- Gabriel Mar Gregorios (od 2005)